# Reed Jones
Reed Jones, né le 30 juin 1953 à Portland dans l'Oregon et mort le 19 juin 1989, est un danseur et chorégraphe américain. Il a tenu le rôle de Big Deal dans la reprise de la comédie musicale West Side Story en 1980 à Broadway.